# 吹田市立古江台中学校
吹田市立古江台中学校（すいたしりつ ふるえだいちゅうがっこう）は、大阪府吹田市古江台一丁目にある公立中学校。千里ニュータウン内にある。

## 沿革
- 1972年4月1日 - 開校。
- 2009年4月1日 -  校区変更。旧青山台中学校校区の古江台3丁目を古江台中学校校区に編入。

## 通学区域
- 吹田市立津雲台小学校と吹田市立古江台小学校の通学区域。

吹田市 津雲台2-7丁目、山田西4丁目1番、古江台1-6丁目。
但し、2008年度末に廃校になった吹田市立北千里小学校の2008年度卒業の古江台3丁目在住者は、当校と青山台中学校のどちらかへの進学の選択が可能だったが、ほとんどの生徒が青山台中学校への進学を希望した。

## 交通
- 阪急千里線・大阪モノレール 山田駅 西へ約1km。
- 北大阪急行電鉄南北線・大阪モノレール 千里中央駅 東へ約1km。